# آرامگاه سید فتح‌الله
مقبره سید فتح‌الله مربوط به سدهٔ ۹ ه‍.ق است و در ورامین، شمال خیابان ۱۵ خرداد واقع شده و این اثر در تاریخ ۱۱ شهریور ۱۳۸۲ با شمارهٔ ثبت ۹۸۹۳ به‌عنوان یکی از آثار ملی ایران به ثبت رسیده‌است.

## بنای مقبره

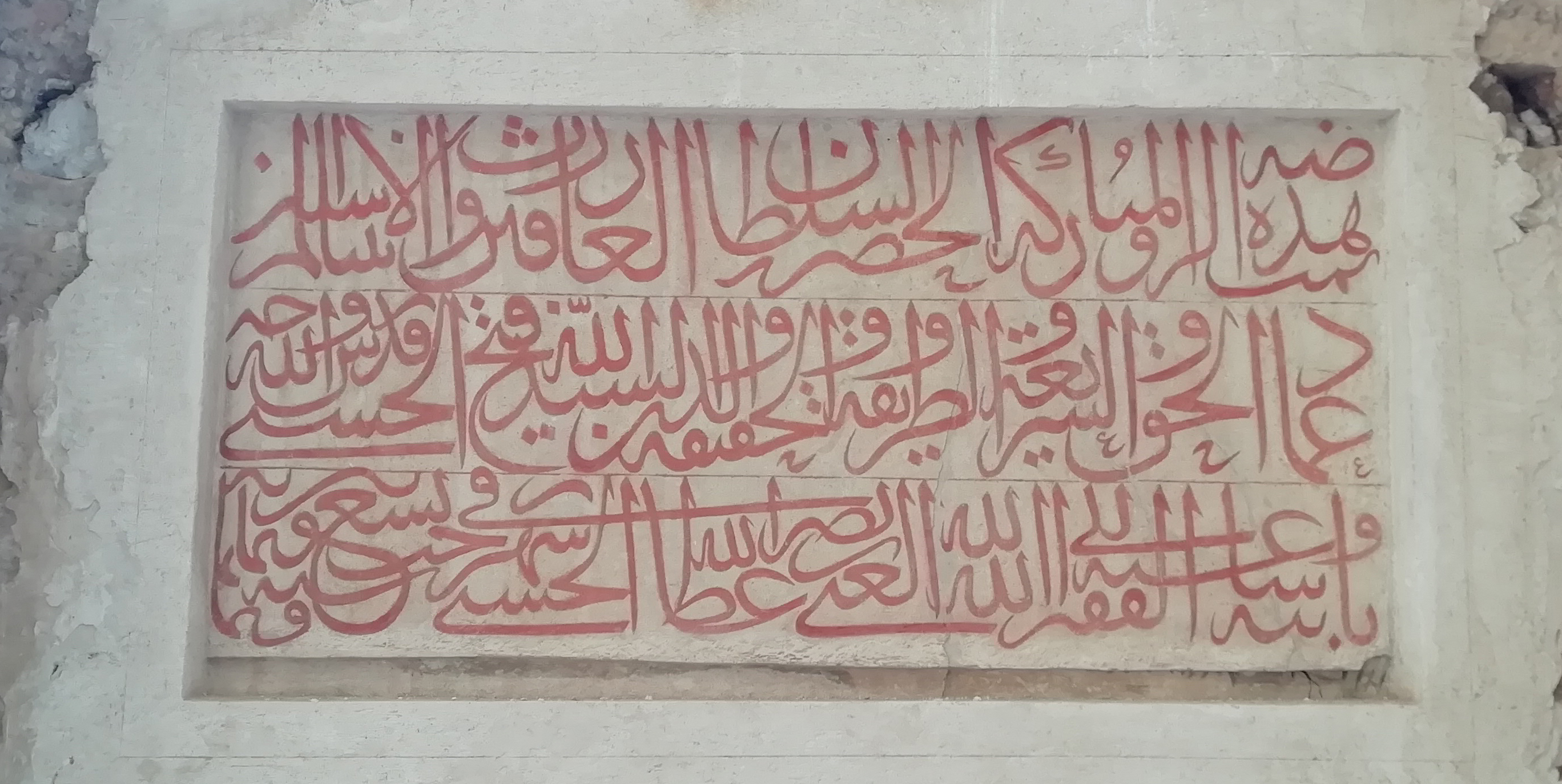
کتیبهٔ مقبرهٔ سید فتح‌الله

بنای نوساز این مقبره که قدمت اولیه آن به دوره صفویه بازمی‌گردد و زیر بنایی به مساحت ۴۰۰ مترمربع دارد. ایوان بقعه چند طاقنما دارد که با نقوش اسلیمی کاشیکاری شده و کتیبه‌ای حاوی اشعار معروف محتشم کاشانی به خط نستعلیق سفید بر کاشی لاجوردی بر بالای آن نوشته شده‌است. ضریح فلزی بقعه در سال ۱۳۷۵ شمسی ساخته و نصب شده‌است. در ورودی اصلی بنا در سمت جنوب قسمت داخلی بنا با گچ سفید شده و در چهار طرف خیز کند و عرقچین آن در بقعه قرار دارد و پنج دایره کوچک اشکال گل و بوته گچکاری شده که احتمال می‌رود متعلق به دوره قاجاریه باشد. از آنجا که در اطراف این بقعه ساختمان جدیدی ساخته شده بنای اولیه بقعه محصور در بنای جدیدی است که از آن برای مراسم عزاداری محرم استفاده می‌شود و در نتیجه بخش قدیمی بنا چندان قابل رویت نیست.
در جبههٔ شمالی مقبره کتیبه‌ای به رنگ اخرایی وجود دارد که نشان می‌دهد مقبره محل دفن پدر سید فتح‌الله، سید عطاالله، است و در انتهای آن تاریخ رجب ۹۰۰ قمری ثبت شده‌است.